# Rhyparus breviceps
Rhyparus breviceps är en skalbaggsart som beskrevs av Renaud Maurice Adrien Paulian 1984. Rhyparus breviceps ingår i släktet Rhyparus och familjen Aphodiidae. Inga underarter finns listade i Catalogue of Life.